# Warner Bros. Interactive Entertainment
Warner Bros. Games (WBG) — підрозділ компанії Warner Bros. Home Entertainment Group, яке займається виданням, продюсуванням, дистрибуцією, ліцензуванням та розробкою ігор для консолей та персонального комп'ютера. Має кілька дочірніх компаній.
Розташована у місті Бербанк, штат Каліфорнія, США.

## Дочірні компанії
- Monolith Productions у місті Кіркленд, штат Вашингтон. Заснована в 1994, поглинена в 2004.
- Snowblind Studios у місті Ботелл, штат Вашингтон. Заснована в 1997, поглинена в 2009.
- Surreal Software у місті Сієтл, штат Вашингтон. Заснована в 1995, поглинена Midway Games 27 червня, 2009.
- TT Games в графстві Бакінгемшир, Англія. Заснована в 2005, поглинена 8 листопада 2007.
- Warner Brothers Games в Кіркленді, штат Вашингтон. У 2007 році почала роботу як компанія-розробник.
- WB Games Chicago (раніше «Midway Games») у місті Чикаго, штат Іллінойс. Заснована в 1988 році, поглинена 27 червня 2009.

## Випущені гри
Ігри, які були розроблені, видані або поширюються WBIE або однієї з дочірніх компаній.

### За мультсеріалом «Cartoon Network»
- Серія ігор з «Лабораторії Декстера»
- Серія ігор з «The Powerpuff Girls»
- Серія ігор про Самурай Джек
- Ed, Edd n Eddy: The Mis-Edventures

### За мультфільмів «Hanna-Barbera»
- Серія ігор про Скубі-Ду
- Серія ігор про Флінстоуни
- Серія ігор про Томе і Джеррі
- Wacky Races
- Yogi Bear: Great Balloon Blast

### Ігри у всесвіті Looney Tunes
- Серія ігор «Animaniacs»
- Серія ігор «Looney Tunes»
- Серія ігор «Tiny Toon Adventur» es
- Ігри про Багз Банні
- Loons: The Fight for Fame
- Porky Pig's Haunted Holiday
- Space Jam
- Taz Express
- Taz: Wanted

### За серіями коміксів DC та Vertigo Comics
- Batman: Arkham Asylum
- Batman: Arkham City
- Batman: Arkham Origins
- Batman: Arkham Knight
- Batman Forever
- Batman Forever: The Arcade Game
- Batman&Robin
- Batman: Vengeance
- Batman: Rise of Sin Tzu
- Superman: Shadow of Apokolips
- Catwoman
- Batman Begins (спільне видання з EA Games)
- Superman Returns
- Constantine
- Teen Titans
- Justice League Heroes
- Justice League Heroes: The Flash
- LEGO Batman: The Videogame
- Watchmen: The End Is Nigh

### За ліцензією Warner Bros. Pictures
- Серія ігор про Гаррі Поттера
- Demolition Man
- Enter the Matrix
- The Matrix: Path of Neo
- The Matrix Online (спільне видання з SEGA)
- 300: March to Glory
- The Lord of the Rings Online: Mines of Moria
- Charlie and the Chocolate Factory
- Speed Racer
- Where the Wild Things Are

### Інші ігри
- Condemned 2: Bloodshot
- F.E.A.R. 2: Project Origin
- Guinness World Records: The Video Game
- Lego Battles
- Mortal Kombat vs. DC Universe (спільне видання з Midway Games)
- Mortal Kombat
- Overlord
- Overlord II
- Puyo Pop Fever
- Tomb Raider: Underworld (спільне видання з Eidos Interactive)
- Wanted: Weapons of Fate
- Scribblenauts
- Touchmaster 3
- Lego Rock Band (спільне видання з MTV Games and Electronic Arts)

### Ігри, що знаходяться в розробці
- The Clique: Diss and Make-Up
- The Lord of the Rings: Aragorn's Quest
- This is Vegas
- Primal Earth
- Scene It? Bright Lights! Big Screen!
- Batman: Arkham City